# Цзян Динчжи
Цзян Динчжи́ (кит. упр. 蒋定之, пиньинь Jiăng Dìngzhī, род. в сентябре 1954 года, пров. Цзянсу) — китайский политик, губернатор провинции Хайнань (Южный Китай) в 2011—2015 годах, член ЦК КПК с 2012 года.
Член КПК с 1978 года, член ЦК КПК 18 созыва.

## Биография
По национальности хань.
Окончил Нанкинский университет науки и технологий со степенью магистра инженерии.
В 1975—2005 годах работал в родной провинции Цзянсу, в 1996—2000 гг. замзаворготдела парткома провинции, в 2000—2003 годах глава горкома КПК города Уси, в 2003—2005 годах вице-губернатор провинции.
В 2005—2010 годах заместитель председателя Комитета по контролю и управлению банковской отраслью КНР.
С декабря 2010 года работает в провинции Хайнань.
C 30 августа 2011 года и. о., с февраля 2012 года губернатор провинции Хайнань (Южный Китай) и замглавы парткома провинции.